# El Periodiquito
El Periodiquito es un diario regional de Venezuela que se edita en Maracay, estado Aragua. Circula en las mañanas para toda Aragua y algunas zonas de Carabobo, Guárico y en puntos específicos de Caracas. 
Presenta un formato de tipo tabloide 37×29 cm, que tiene 32 a 40 páginas de información. Su tiraje diario es de unos 45.000 ejemplares.
Fue fundado el 2 de mayo de 1986 por Gustavo Urbina bajo el nombre de El Periódico, luego dos años más tarde adopta el nombre de El Periodiquito.
Para este tiempo la empresa contaba con aproximadamente veinte personas laborando para este medio.
Por otra parte, el proceso de elaboración de El Periodiquito consiste en revisar todas las mañanas  las noticias de diferentes diarios que circulan en la ciudad, esta a su vez después de sacar sus propias conclusiones se reparten las pautas para cada periodista, se van a cubrirlas para así procesar la información.
Una vez procesada esa información, como todos los medios, ésta pasa a una revisión por el jefe de redacción quien se encarga de distribuir las páginas, luego de este proceso son enviadas a los expertos en diagramación de la misma, para así darle paso a las  impresiones de los ejemplares.